# Leo Koll
Leo Koll (* 2. April 2003 in Tulln) ist ein österreichischer Basketballspieler. Er spielt derzeit für die BK Immounited Dukes Klosterneuburg.

## Karriere
Koll spielt seit 2010 für die BK Dukes Klosterneuburg, wo er in der U10 anfing. Insgesamt wurde er mit verschiedenen Nachwuchsmannschaften viermal niederösterreichischer Landesmeister.
Er besuchte in Wien-Penzing die AHS Wien West und gehörte an dem Oberstufenrealgymnasium einem in Zusammenarbeit mit dem Basketball-Bundesjugendleistungszentrum Klosterneuburg (BBLZ) Oberstufenrealgymnasium betriebenen Förderzweig für Leistungssportler an.
In der Saison 2020/21 wurde er mit Klosterneuburg österreichischer U19-Staatsmeister in den Basketballspielarten 5x5- sowie 3x3.

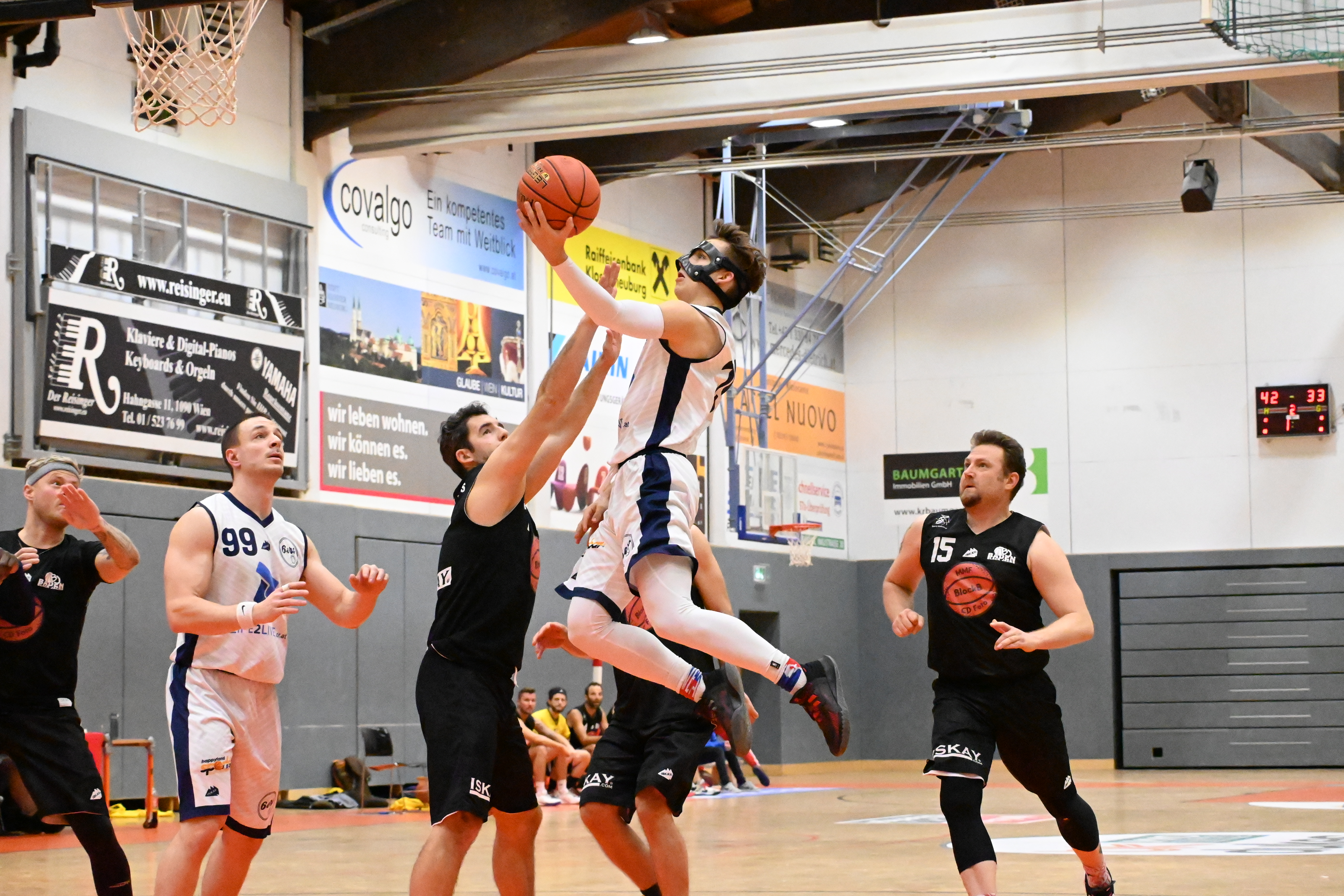
Leo Koll bei den BK 6ers Klosterneuburg in der niederösterreichischen Landesliga.

2022 stieg er in Klosterneuburgs Bundesligaaufgebot auf. Zusätzlich spielt er in der niederösterreichischen Landesliga für die BK 6ers Klosterneuburg.